# Ana Bertha Espín
Ana Bertha Espín Ocampo (Tehuixtla, Morelos, 13 de octubre de 1958) es una actriz mexicana. Es conocida por interpretar al personaje de Lorena Rivers, en la serie Vecinos (2005).

## Biografía y carrera
Ana Bertha Espín Ocampo nació el 13 de octubre de 1958 en Tehuixtla, Morelos, México. Desde muy temprana edad demostró sus dotes artísticos en la escuela Ignacio Zaragoza de esta población. Es hija del comerciante y agricultor morelense Arturo Espín y de la Sra. Altagracia Ocampo de Espín.
En su juventud estudió en la Facultad de Filosofía y Letras de la UNAM, la licenciatura en Literatura Dramática y Teatro, así como en la Academia Andrés Soler. Contrajo matrimonio con el también actor Jaime Lozano, de este matrimonio nació su único hijo llamado Jaime Arturo Lozano Espín, destacado exfutbolista  y director técnico mexicano, quien llevó a la selección mexicana de fútbol sub-23 a ganar la medalla de bronce en los Juegos Olímpicos de Tokio 2020.

## Filmografía

### Telenovelas
- Golpe de suerte (2023-2024) - Dora Soria Vda. de Flores[1]
- Eternamente amándonos (2023) - Irma Ruvalcaba[2]
- Mi fortuna es amarte (2021-2022) - Teresa García Jiménez[3]
- Te acuerdas de mí (2021) - Delia Castro[4]
- La usurpadora (2019) - Arcadia Rivas de Miranda
- Tres veces Ana (2016-2017) - Remedios García
- Que te perdone Dios (2015) - Constanza del Ángel de Flores
- Lo que la vida me robó (2013-2014) - Rosario Domínguez
- La que no podía amar (2011-2012) - Rosaura Flores Nava
- Soy tu dueña (2010) - Enriqueta Bermúdez de Macotela
- Camaleones (2009-2010) - Guadalupe "Lupita" Ramírez Vda. de Morán
- Las tontas no van al cielo (2008) - Gregoria Alcalde Vda. de Morales
- Código postal (2006-2007) - Jessica Mendoza de González de la Vega de Zubieta
- Rubí (2004) - Elisa de Duarte / Elisa de la Fuente
- Amor real (2003) - Prudencia Curiel Vda. de Alonso
- Sin pecado concebido (2001) - Flor Gutiérrez de Martorel
- Tres mujeres (1999-2000) - Lucía Sánchez
- María Emilia, querida (1999) - Yolanda González de Aguirre
- Leonela, muriendo de amor (1997-1998) - Estela Mirabal de Ferrari
- Pueblo chico, infierno grande (1997) - Rutilia Cumbios
- Canción de amor (1996) - Juana.
- Morelia (1995-1996) - Magdalena Ríos Vda. de Solórzano
- Más allá del puente (1993-1994) - Rosaura Reséndiz
- Clarisa (1993) - Rosaura
- Mi segunda madre (1989) - Amelia
- Quinceañera (1987-1988) - Estela
- Pobre señorita Limantour (1987) - Rita Balmaceda
- Cuna de lobos (1986) - Mayra
- Leona Vicario (1982) - Adela Camacho
- Soledad (1980-1981) - Pilar

### Programas
- Esta historia me suena (2019) - Ernestina (3 a. m.)

(El muelle de San Blas) Doña Berenice
- El encanto del águila (2011) - Mercedes Gonzaléz de Madero
- Mujeres asesinas (2010) - Thelma Azuara "Thelma, Impaciente"
- Locas de amor (2010) - Olga
- Vecinos (2005-presente) - Lorena Ruiz de Ríos / Lorena Rivers
- S.O.S.: Sexo y otros secretos (2007) - Contratista
- Mujer, casos de la vida real (1991-2006) - Carmen / Graciela / Fernanda
- ¿Qué nos pasa? (1998)
- Hora marcada (1989) - Amparo
- Cuentos de madrugada (1985)

### Cine
- Su alteza serenísima (2000) - Dolores Tosta
- Santitos (1999) - Soledad
- Embrujo de rock 2 (1998)
- Luces de la noche (1998) - Cigarrera
- Rastros (1997)
- Por si no te vuelvo a ver (1997) - Directora de Ascilo
- Embrujo de rock (1995)
- Las alas del pez (1995)
- Una buena forma de morir (1994)
- Ya la hicimos (1994) - Carolina
- Gordo (1992) - Esposa
- Hay para todos (1992)
- Jefe de vigilancia (1992)
- El patrullero (1991) - Sra. Sánchez
- La mujer de Benjamín (1991) - Cristina
- El tesoro de Crispín (1991)
- La última luna (1990)
- La vengadora implacable (1990) - Irma
- Gabriel (1986)
- Las inocentes (1986) - Sor Leonor
- Dulce espíritu (1985)

### Teatro
- Hasta que la boda nos separe (2009)[6]
- Cena para dos
- Hasta que la muerte nos separe
- La puerta negra delgadina (2004)
- Tu marido nos engaña
- Rosa de dos aromas
- La suerte de la consorte
- Taller del orfebre
- Nosotras que nos queremos tanto
- Los encantos del divorcio
- Tereso y Leopoldina (1988) - Leopoldina
- Él y sus mujeres
- Tartufo
- La venganza de Don Medo
- No es cordero que es cordera (1980)

## Premios y reconocimientos

### Premios TVyNovelas
| Año  | Categoría                          | Programa/Telenovela        | Resultado |
| ---- | ---------------------------------- | -------------------------- | --------- |
| 2016 | Mejor primera actriz               | Que te perdone Dios        | Nominada  |
| 2015 | Mejor primera actriz               | Lo que la vida me robó     | Nominada  |
| 2012 | Mejor primera actriz               | La que no podía amar       | Nominada  |
| 2009 | Mejor primera actriz               | Las tontas no van al cielo | Nominada  |
| 2007 | Mejor estrella femenina de comedia | Vecinos                    | Nominada  |
| 2004 | Mejor actriz de reparto            | Amor real                  | Ganadora  |

### Califa de Oro
| Año  | Categoría               | Telenovela | Resultado |
| ---- | ----------------------- | ---------- | --------- |
| 2003 | Mejor actriz de reparto | Amor real  | Ganadora  |

### Premios Ariel
| Año  | Categoría              | Película                  | Resultado |
| ---- | ---------------------- | ------------------------- | --------- |
| 2001 | Mejor actriz           | Su Alteza Serenísima      | Ganadora  |
| 1998 | Mejor actriz de cuadro | Por si no te vuelvo a ver | Nominada  |
| 1992 | Mejor actriz de cuadro | La mujer de Benjamín      | Nominada  |

### Premios People en Español
| Año  | Categoría     | Telenovela           | Resultado |
| ---- | ------------- | -------------------- | --------- |
| 2012 | Mejor Villana | La que no podía amar | Nominada  |